# Axel Fuhrmann
Axel Fuhrmann (* 7. April 1962 in Solingen-Ohligs) ist Autor, Regisseur und Produzent von Dokumentarfilmen und Musikaufzeichnungen.

## Werdegang
Fuhrmann studierte Musikwissenschaft, Linguistik und Marketing an der Universität des Saarlandes.
Von 1989 bis 2001 war er Autor und Produzent von Feuilleton-Sendungen, Reportagen, Features und Hörkunst-Sendungen, Moderator von Live-Sendungen und Programmberater der Welle SR2 Kulturradio des Saarländischen Rundfunks. In dieser Zeit produzierte er auch weitere Hörfunksendungen innerhalb der ARD.
Von 1993 bis 2001 arbeitete er parallel bei SR Fernsehen Südwest, wo er neben Reportagen und Magazinbeiträgen auch Dokumentationen sowie Opern- und Konzertaufzeichnungen produzierte. Von 2001 bis 2003 war er Projektmanager für Internationale Dokumentarische Co-Produktion und Entwicklung sowie ausführender Produzent der ZDF Enterprises GmbH.
2003 wechselte er zur Provobis GmbH Hamburg, 2004 dann als Produzent zur merkur.tv GmbH Bonn, einer Tochtergesellschaft der Verlagsgruppe Rheinischer Merkur. Von 2009 bis 2010 war er Geschäftsführer der merkur.tv GmbH Bonn. Seit 2011 ist Fuhrmann geschäftsführender Gesellschafter der von ihm gegründeten Film- und Fernsehproduktion GmbH „DokFabrik“.
Seit dem Wintersemester 2019/2020 hat er einen Lehrauftrag für Dokumentarfilm im Fachbereich Design an der Hochschule Anhalt in Dessau.

## Arbeiten
- Cello on the Rocks (1997)
- Karajans Erben (1998)
- Mozart ist ohne Ende – Vesselina Kasarova (1999)
- Stimmen für Wagner (2000)
- Stimmen im Labyrinth – Luciano Berio (2000)
- Chauffeure großer Dirigenten (2001)
- Echnaton und Nofretete (2002)
- Zeitreisen – Geschichte entdecken (2003)
- Herrscher über Leben und Tod – Ärzte unter dem Hakenkreuz (2004)
- Bis ans Ende der Welt – Die Expeditionen der Nazis (2004)
- Richard Wagner und die Frauen (BR, Das Erste, 2005)
- Das Stinnes-Imperium (2005)
- Die Mannesmann-Story (2006)
- Paganinis Geheimnis (2006)
- Der Weg nach Europa – 50 Jahre Römische Verträge (2007)
- Die Zeit überwinden – Der Komponist Mauricio Kagel (2007)
- Kohleengel – Retter unter Tage (2007)
- Der weiße Riese: Werner Müller – Minister, Manager und Kumpel (2008)
- Puccini – Magier der Leidenschaft (2008)
- Adel Verpflichtet: Karl von Schwarzenberg – Fürst, Minister, Europäer (2009)
- Das rote Atom – Stalins vergessene Wissenschaftsstadt Obninsk (2009)
- Für Bayern die Besten – Bayerische Akademie der Wissenschaften (2009)
- Traumberuf Diplomat? – Alltag in Deutschlands Botschaften (2009)
- Heintje, Henze, Nina Hagen – 60 Jahre Musik in der BRD (2009)
- Robert Schumanns verlorene Träume (2010)
- Die Zuse Story – Wie ein Deutscher den Computer erfand (2010)
- Exotica von Mauricio Kagel (2010)
- Roots of Swing – Das Pasadena Roof Orchestra (2010)
- Für Elise – Beethovens Bestseller (2012)
- Die Zauberflöte – Mozarts Vermächtnis (2013)
- Peter und der Wolf – Geschichte eines Welterfolgs (2014)
- Konzert für eine Taube Seele - Maurice Ravel (2014)
- Mondscheinsonate – Die Volkspianistin Elly Ney (2015)
- Englands heimliche Hymne – Land of Hope and Glory (2016)
- Der Rhein - Strom der Musik (2017)
- Departure – New European Songbook (2017)
- Ein alter Krieg – New European Songbook (2018)
- West Side Story – Bernsteins Broadway Hit (2018)
- Musik für Marxloh – Ein Schulprojekt des Klavierfestival Ruhr (2018)
- Der Traum vom Gesamtkunstwerk – Gegenwartskunst und Oper (2019)
- Daniel Libeskind – Magier der Emotionen (2021)
- Die Moldau – Smetanas Welterfolg (2021)
- Berlin Alexanderplatz – Ein Roman wird Oper (2022)
- Soundtrack Of Arts – Kunst in Pop und Klassik (2023)
- Finlandia – Sibelius Hymne der Freiheit (2024)